# Belén Hoyo Juliá
Belén Hoyo Juliá, née le 5 mai 1984, est une femme politique espagnole membre du Parti populaire (PP).
Elle est élue députée de la circonscription de Valence lors des élections générales de novembre 2011.

## Biographie

### Vie privée
Elle est mariée et mère de deux filles.

### Profession
Elle est titulaire d'une licence en droit et d'une licence en sciences politiques et administratives ainsi que d'un diplôme en humanités délivrés par l'Université de Valence.

### Carrière politique
Elle est coordinatrice générale du Parti populaire de la province de Valence.
Le 20 novembre 2011, elle est élue députée pour Valence au Congrès des députés et réélue en 2015 et 2016.